# Bettendorfsches Schloss (Gissigheim)

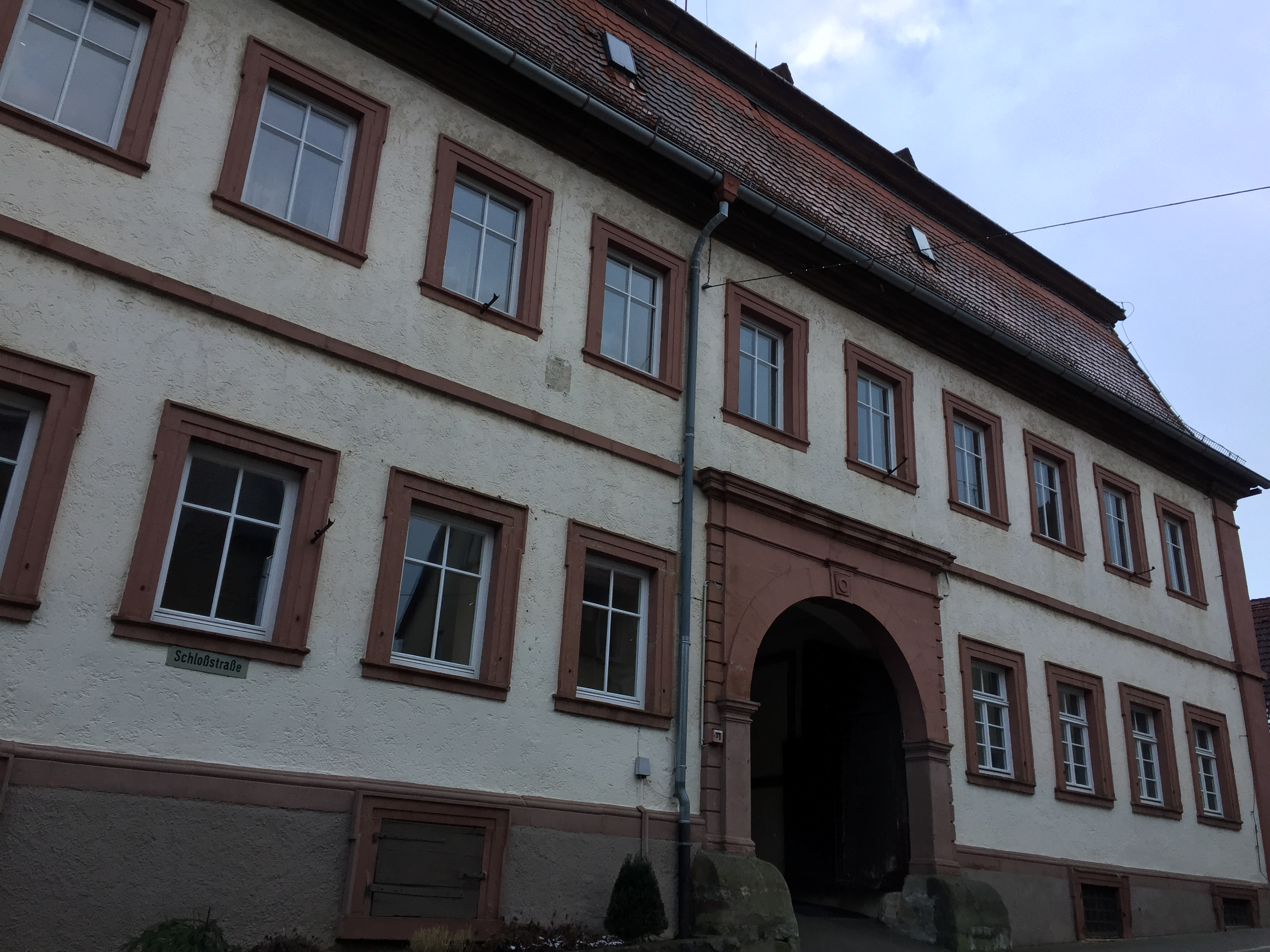
Das Bettendorfsche Schloss in Gissigheim

Das Bettendorfsche Schloss ist ein Barock-Schloss in Gissigheim, einem Ortsteil von Königheim im Main-Tauber-Kreis in Baden-Württemberg.  Es diente als ehemaliger Wohnsitz der Freiherren von Bettendorf.

## Geschichte
Das Gissigheimer Schloss wurde im 16. Jahrhundert errichtet und in den Jahren 1726 bis 1727 vom Tiroler Baumeister Christian Schneller ausgebaut. 1736 kam ein unterer Querflügel hinzu. 1806 zog die Familie von Bettendorf nach Würzburg.
Franz Ludwig von Bettendorf, großherzoglich badischer Rittmeister, verkaufte am 7. April 1841 das Schloss samt seinen Besitzungen an den badischen Staat. 1844 kaufte die Gemeinde Gissigheim das Schloss. 1846 wurde das Rathaus des damals noch selbständigen Ortes im ersten Stock des Schlosses eingerichtet, unterhalb wurde das Schloss als Grund- und Volksschule genutzt. Das Wappen der Freiherren von Bettendorf, ein silberner Ring auf rotem Grund, ziert den zweistöckigen Bau mit dem Portal in der Mitte noch heute. Dieses Wappen wird heute als Gissigheimer Ortswappen verwendet.
In den 1970er Jahren wurde der Schlosskeller als Veranstaltungsraum ausgebaut. Im Schlossspeicher richtete Pfarrer Franz Gehrig in den 1980er Jahren ein Heimatmuseum ein. 2010 endete die Tradition der Schule im Schloss durch die Zusammenlegung der Grundschule Gissigheim mit der Grund- und Hauptschule in Königheim.
Im Jahr 2020 führte die Gemeinde Königheim als heutige Eigentümerin eine umfassende und denkmalgerechte Dach- und Fassadensanierung am Schloss durch.